# Unu (scooter)
 (octobre 2021).
Unu est un fabricant allemand de scooters électriques basé à Berlin. Les véhicules sont assemblés en Chine et distribués en Allemagne, Autriche, Suisse, France et Pays-Bas.

## Histoire

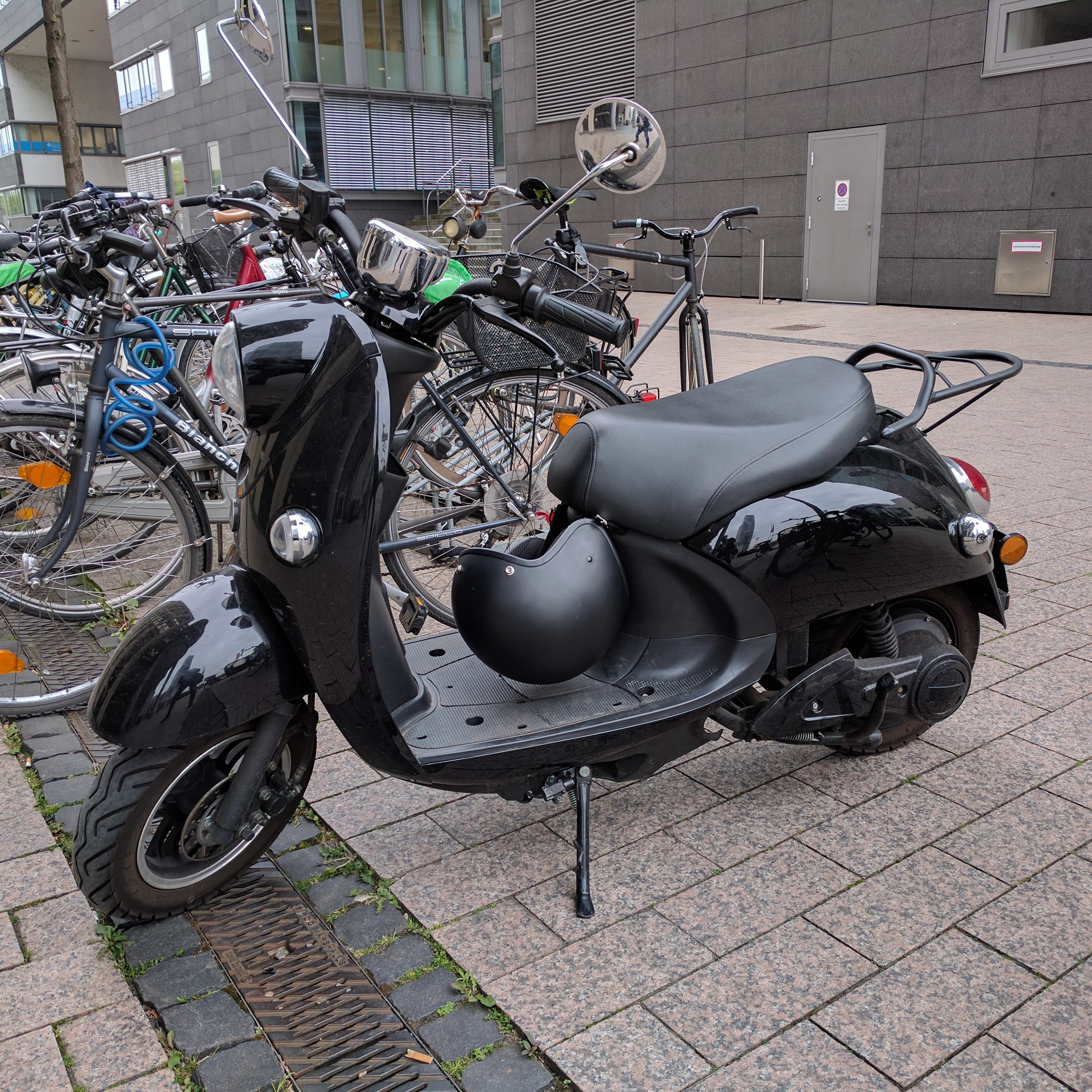
Le rouleau unu 3 kW, en noir brillant

Le cofondateur de l'entreprise, Pascal Blum, a utilisé un scooter électrique lors de son séjour (2012) en Chine puis a eu l'idée de commercialiser de tels véhicules en Allemagne. Avec le cofondateur Elias Atahi, Blum a fondé l'entreprise en 2013 avec le soutien de l'Université technique de Munich. Le nom de l'entreprise fait référence au terme "un" en espéranto.

## Caractéristiques
Le moteur d'entraînement électrique est situé dans la roue arrière et peut être configuré avec 1 kW, 2 kW ou 3 kW pour les premiers modèles, 3 ou 4 kw pour le modèle 2020. Les trois moteurs offrent une vitesse maximale de 45 km/h, mettant le scooter dans la classe de véhicule CE (de) L1e (cyclomoteur). Le véhicule peut recharger activement la batterie pendant le freinage. En 2020, la société a présenté un nouveau modèle doté d'un moteur de moyeu Bosch monté dans le bras oscillant arrière unilatéral et de batteries amovibles fabriquées par LG. Les batteries de 1,7 kWh et 10 kg (22 lb) ont une autonomie nominale de 50 km chacune. Avec un espace pour deux batteries, le scooter électrique a une autonomie maximale de 100 km avec 3,4 kWh de capacité de batterie. La selle a été repensée pour accueillir deux personnes.

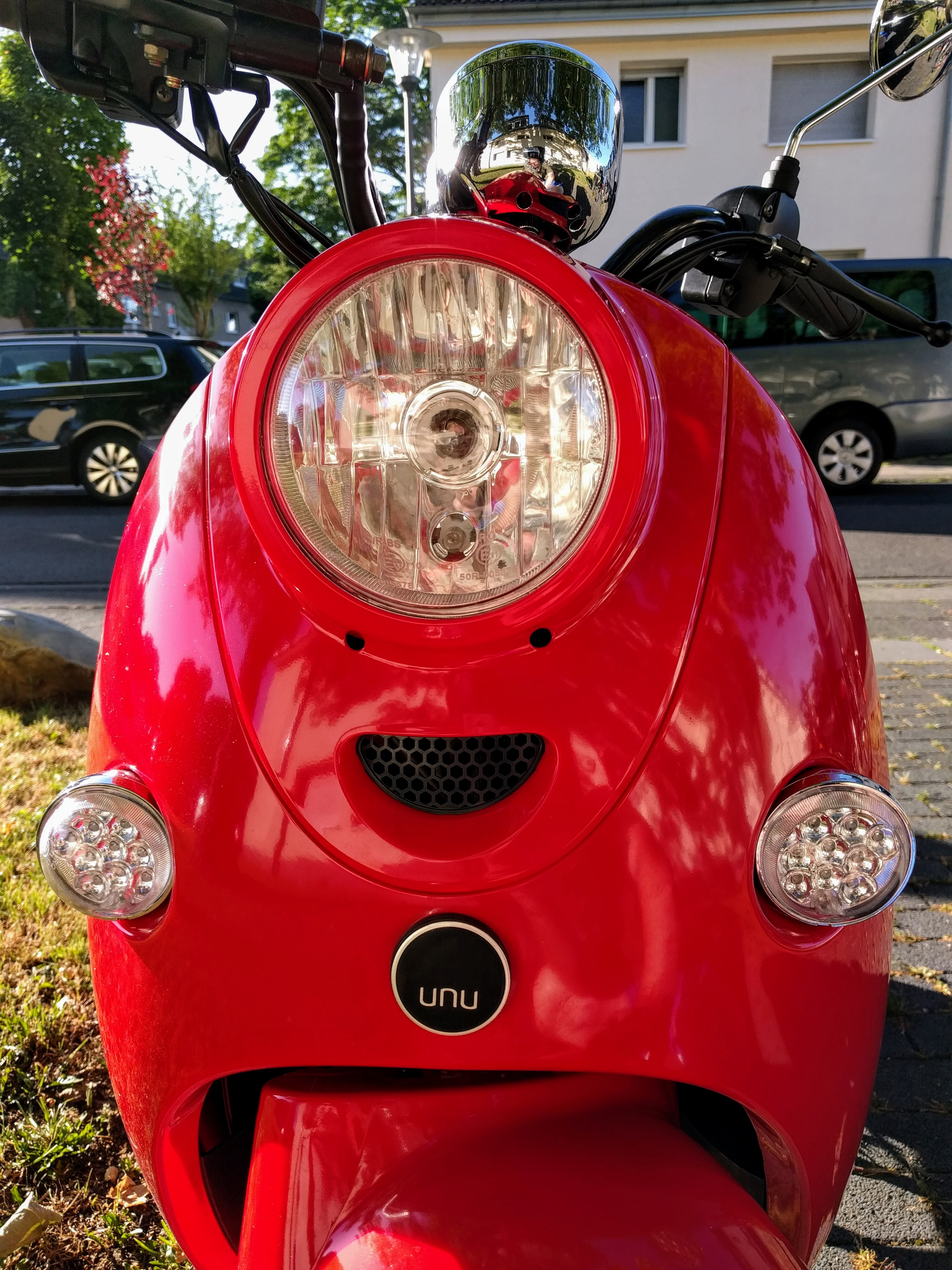
Vue de face
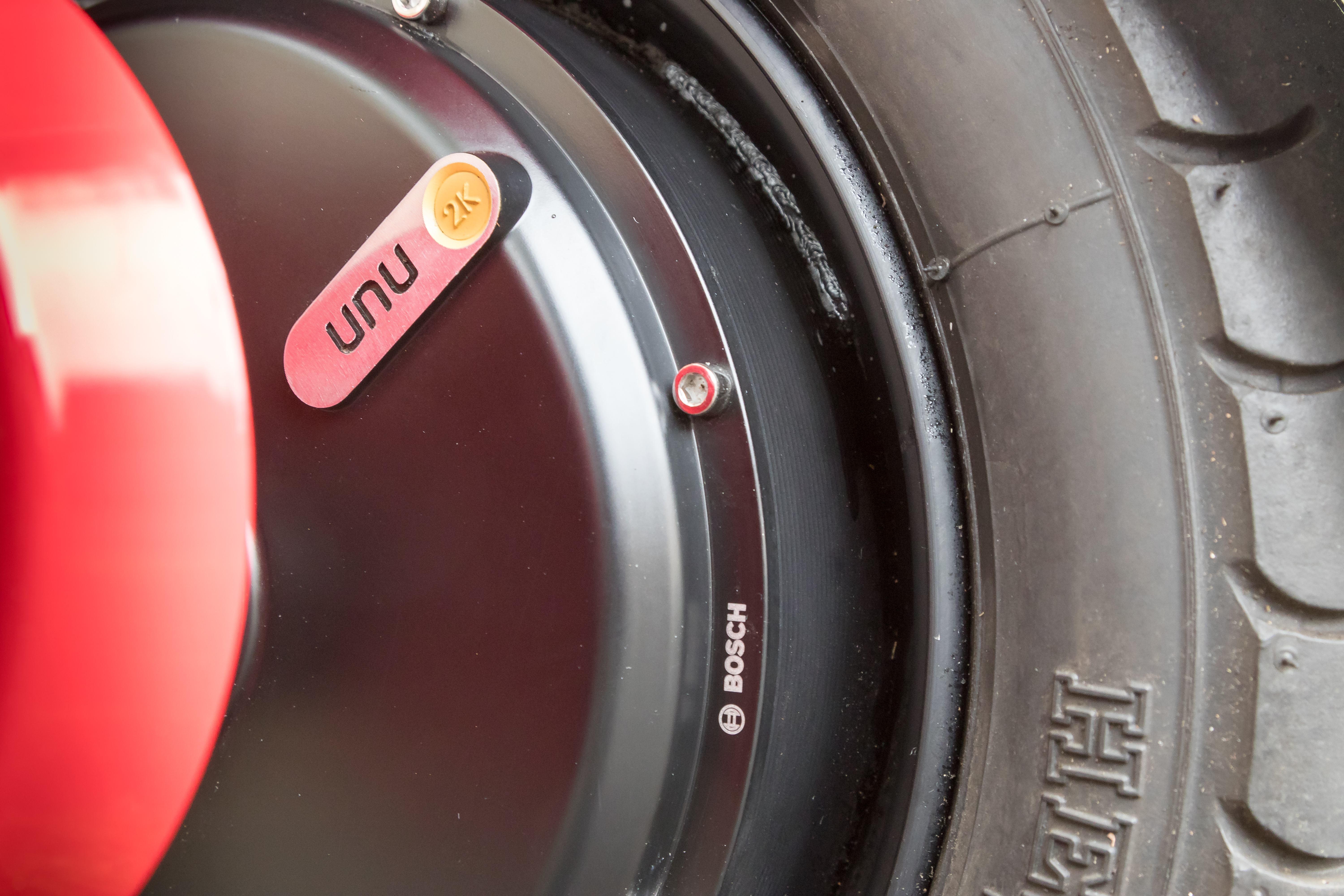
Moteur Bosch avec 2 moteur kW, modèle 2017
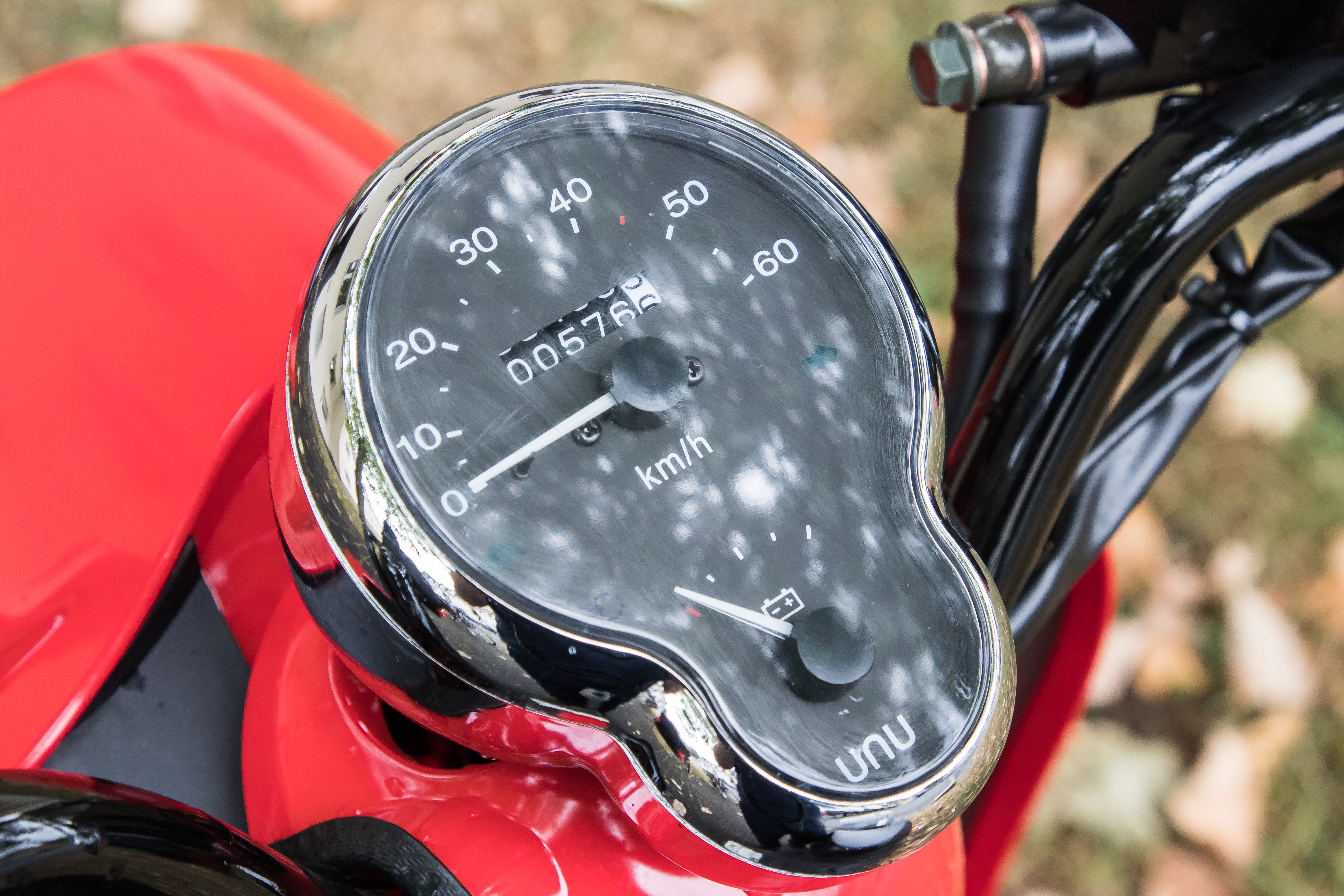
Jauge d'instrument avec indicateur de vitesse et charge de la batterie
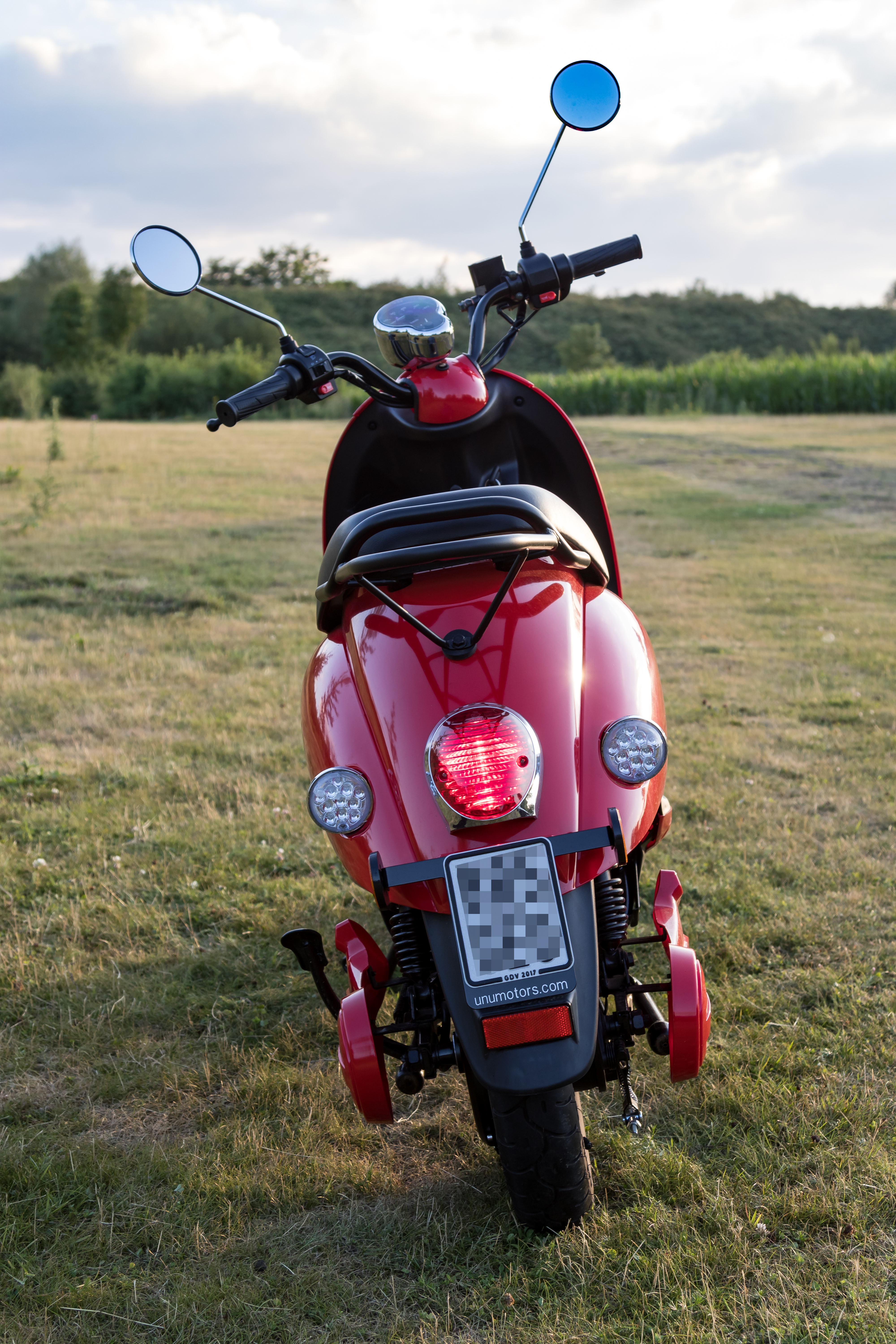
Vue arrière

## Marché
Le scooter est fabriqué sur mesure à la demande pour chaque client, assemblé en Chine et livré au client quelques semaines plus tard. Les scooters sont vendus sur Internet.
Après son introduction en Allemagne, les ventes ont été étendues à l'Autriche, la Suisse et en 2016 aux Pays-Bas, où le scooter est également proposé en version bridée à 25 km/h, qui, aux Pays-Bas, permet au cycliste de rouler sans casque et sur les pistes cyclables.